# アンテフ5世
アンテフ5世（Intef V, 在位：紀元前1573年頃? - 紀元前1571年頃）は、古代エジプト第17王朝の第3代あるいは4代ファラオ（王）。史料によってはアンテフ6世とも呼ばれる。即位名はセケムラー・ウェプマアト。

## 概要

### 家族構成
第17王朝時代の神殿に残された碑文から、後継者のアンテフ6世とは兄弟だったとされる。また、別の碑文から、二人が同じ王朝のセケムラー・シェドタウイ・セベクエムサフ(セベクエムサフ1世もしくは2世)の息子であった事も判明している。

### 名前について
セケムラー・ウェプマアト・アンテフがアンテフの名前で呼ばれた何人目の王であるかは、第二中間期の歴史的史料が乏しいこともあり、正確には分かっていない。多くの研究者は、暫定的にアンテフ5世もしくは6世と呼んでおり、この記事では『全系図付エジプト歴代王朝史』に従ってアンテフ6世と表記しているが、今後の発見次第ではさらに数字が繰り上げられる可能性がある。

### 王墓
王墓は発見されていないが、2001年にドゥラ=エブ=ナガで発見されたアンテフ6世の墓の近くにあると思われる。アンテフ5世の名前が刻まれたピラミディオンが見つかっており、彼の墓の上に築かれていたピラミッドに使われていたと思われる。また、アンテフ6世によって埋葬が行われたことを示す碑文とともに見つかった棺がルーヴル美術館に所蔵されている。

### 外部サイト
- “第17王朝(紀元前1,580～1,550年頃)”. 古代エジプト史料館. 2017年7月10日閲覧。

#REDIRECT [[]]